# Centrum sportowe „Boris Trajkowski”
Centrum sportowe „Boris Trajkowski” (mac. Спортски центар „Борис Трајковски”) – hala widowisko-sportowa w Skopju. Centrum sportowe nosi imię Borisa Trajkowskiego – byłego prezydenta Macedonii, który zginął w katastrofie samolotowej.
W tym obiekcie rozgrywano półfinały oraz finały Mistrzostw Europy w Piłce Ręcznej Kobiet 2008.
Centrum sportowe znajduje się ok. 5 kilometrów od centrum miasta, w pobliżu parku miejskiego.
Z hali korzystają reprezentacja Macedonii Północnej w koszykówce mężczyzn i kobiet, reprezentacja Macedonii Północnej w piłce ręcznej mężczyzn i kobiet oraz reprezentacja Macedonii Północnej w piłce siatkowej mężczyzn i kobiet. W hali grają także kluby piłki ręcznej: RK Metalurg Skopje i RK Vardar Skopje.